# Kronika Wielkopolski
Kronika Wielkopolski – regionalny kwartalnik popularnonaukowy, wydawany od 1973. Poświęcony jest sprawom dotyczącym Wielkopolski w jej historycznych granicach. Pierwotnie wydawany był przez Wydział Kultury Urzędu Wojewódzkiego w Poznaniu. Obecnie jego wydawcą jest Wojewódzka Biblioteka Publiczna i Centrum Animacji Kultury w Poznaniu.

## Stałe działy
- Artykuły i studia,
- Wspomnienia,
- Sylwetki Wielkopolan,
- Na mapie Wielkopolski,
- Książki o Wielkopolsce,
- Wydarzenia - problemy - opinie,
- Wiadomości z miast i gmin.